# Grotte de Shuqba
La grotte de Shuqba (Mughara Shuqba مغارة شقبا) est un site préhistorique de Palestine (Cisjordanie), situé près du village de même nom (dans la région de Ramallah), sur le versant nord de la vallée du Wadi en-Natuf, à 22 mètres au-dessus du Talweg.

## Histoire

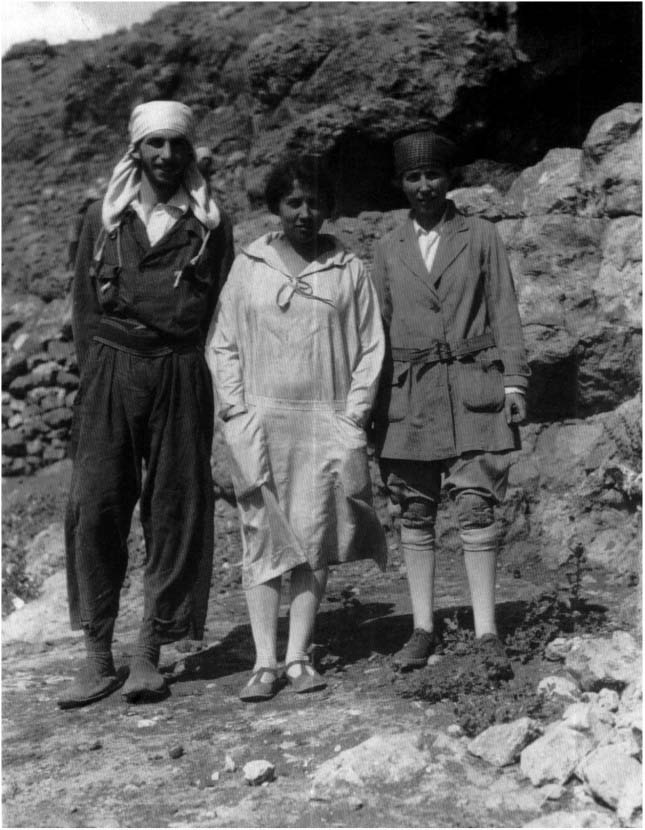
Dorothy Garrod (au centre) et deux collaborateurs devant la grotte de Shuqba en 1928.

La grotte est repérée par le père Alexis Mallon en 1924, qui cède les droits de fouille à la British School of Archaeology in Jerusalem. La Britannique Dorothy Garrod y fouille au printemps de 1928, essentiellement dans la chambre centrale (I), un peu dans la chambre III. Elle y met au jour un niveau D daté du Moustérien supérieur (Paléolithique moyen), et surtout, au-dessus d'un dépôt en argile rouge (niveau C), un niveau B qui est une phase de la période suivant le Paléolithique supérieur, qu'elle caractérise comme Mésolithique (aujourd'hui plutôt appelée Épipaléolithique), avant de désigner la culture qu'elle y découvre du nom de « Natoufien », d'après le nom du Wadi en-Natuf, aujourd'hui datée de 14500-11500 avant le présent ; plus précisément le niveau B est désormais situé dans la phase récente du Natoufien (v. 13500-11500 avant le présent). 
La culture natoufienne découverte dans cette couche remplie de charbon de bois est caractérisée par l'importante présence de silex de type microlithes, la majorité en forme de demi-cercles, des lunates dans la terminologie anglaise, aussi des lames à dos rabattu, des perçoirs et grattoirs. Elle comprend aussi une industrie osseuse faite de pointes et poinçons, taillés dans des os de gazelle, l'animal le plus attesté sur le site. Quarante-cinq squelettes humains ont été mis au jour sur le site, généralement en position fléchie. 
Selon K. Flannery et J. Marcus, en raison de la présence de nombreuses faucilles et des foyers, mais très peu de matériel de broyage, le site pourrait avoir servi de campement temporaire pour la cueillette des céréales en altitude moyenne avant de les ramener dans un site permanent quelque part en fond de vallée.
Le niveau A de la grotte a livré des tessons de poterie allant de l'âge du Bronze jusqu'à l'époque récente.
Garrod prévoyait de revenir sur le site, mais elle se porta sur d'autres dans la région du Mont Carmel, où elle précisa notamment la connaissance de la culture natoufienne. Le site est a nouveau exploré par B. Boyd et Z. Crossland en 2000, projet abandonné en raison de la seconde intifada, et repris à compter de 2012. Le site est actuellement menacé de dégradation par la construction d'une route reliant Ramallah à Tel Aviv et le fait que ses abords servent de décharge.
La grotte de Shuqba et le Wadi en-Natuf sont inscrits sur la liste indicative du Patrimoine mondial de l'Unesco (soumission en 2013).